# Back in the World
Back in the World é um álbum duplo ao vivo de Paul McCartney, onde interpretou seus maiores sucessos durante sua turnê "Driving USA" para promover seu último álbum de estúdio, Driving Rain. Foi lançado mundialmente com exceção da América do Norte. É também a primeira turnê com o auxílio de sua nova banda, composta por Rusty Anderson (guitarra solo), Brian Ray (guitarra base), Abel Laboriel Jr. ocupando a bateria e Paul Wickens nos teclados.

## Conflitos comYoko Ono
Embora a turnê tenha sido conduzida como um meio de promover Driving Rain, a maioria das músicas executadas são sucessos de sua carreira com os Beatles, com os Wings e na sua carreira solo. Além disso, á contragosto de Yoko Ono, McCartney inverteu a sequência dos nomes nas composições Beatle em Back in the World: McCartney/Lennon em vez da ordem tradicional "Lennon / McCartney". Segundo algumas fontes, o motivo foi em resposta á retirada de seu nome nos créditos da canção "Give Peace a Chance" no álbum Lennon Legend: The Very Best of John Lennon. Embora, atualmente, ainda haja divisão de opiniões quanto à autoria das músicas e como eles poderiam resolver o conflito, no momento em que John Lennon não se opôs ao seu parceiro, no álbum Wings Over America. Depois de seu lançamento, Back in the World chegou a #5 no Reino Unido

## Canções
Todas as canções compostas por John Lennon e Paul McCartney, exceto onde anotado
'Disco Um'
1. "Hello, Goodbye" - 3:46
2. "Jet" (Paul & Linda McCartney) - 4:02
3. "All My Loving" - 2:08
4. "Getting Better" - 3:10
5. "Coming Up" (Paul McCartney) - 3:26
6. "Let Me Roll It" (Paul & Linda McCartney) - 4:24
7. "Lonely Road" (Paul McCartney) - 3:12
8. "Driving Rain" (Paul McCartney) - 3:11
9. "Your Loving Flame" (Paul McCartney) - 3:28
10. "Blackbird" - 2:30
11. "Every Night" (Paul McCartney) - 2:51
12. "We Can Work It Out" - 2:29
13. "Mother Nature's Son" - 2:11
14. "Carry That Weight" - 3:05
15. "The Fool on the Hill" - 3:09
16. "Here Today" (Paul McCartney) (Tributo á John Lennon) - 2:28
17. "Something" (George Harrison) (Tributo á George Harrison) - 2:33

'Disco Dois'
1. "Eleanor Rigby" - 2:17
2. "Here, There and Everywhere" - 2:26
3. "Calico Skies" (Paul McCartney) - 2:38
4. "Michelle" - 3:15
5. "Band on the Run" (Paul & Linda McCartney) - 5:00
6. "Back in the URSS" - 2:55
7. "Maybe I'm Amazed" (Paul McCartney) - 4:48
8. "Let 'Em In" (Paul & Linda McCartney) - 5:23
9. "My Love" (Paul & Linda McCartney) - 4:03
10. "She's Leaving Home" - 3:52
11. "Can't Buy Me Love" - 2:09
12. "Live and Let Die" (Paul & Linda McCartney) - 3:05
13. "Let It Be" - 3:57
14. "Hey Jude" - 7:01
15. "The Long and Winding Road" - 3:30
16. "Lady Madonna" - 2:21
17. "I Saw Her Standing There" - 3:08
18. "Yesterday" - 2:08
19. "Sgt. Pepper's Lonely Hearts Club Band" / "The End" - 4:39

## Músicos
- Paul McCartney: Vocais, baixo, guitarra, piano, violão, ukelele
- Rusty Anderson: Backing vocals, guitarra solo
- Brian Ray: Backing vocals, guitarra
- Abe Laboriel Jr.: Backing vocals, bateria, percussão
- Paul ''Wix'' Wickens: Backing Vocals, teclados, guitarra, gaita, sanfona

## Desempenho nas paradas musicais
| Parada musical | Melhor Posição | Semanas na parada |
| -------------- | -------------- | ----------------- |
| Reino Unido    | 5              | 13                |
| Dinamarca      | 6              | 11                |
| Suécia         | 12             | 7                 |
| Finlândia      | 15             | 1                 |
| Áustria        | 17             | 10                |
| França         | 23             | 10                |
| Hungria        | 31             | 1                 |
| Suíça          | 68             | 3                 |
| Japão          | 196            | 2                 |